# Гловацки, Леон
Лео́н Гловацки́ (фр. Léon Glovacki; 19 февраля 1928, Либеркур — 9 сентября 2009, Женева) — французский футболист и футбольный тренер, нападающий. Участник чемпионата мира 1954 года.

## Биография
Родился в Либеркуре в семье польских иммигрантов. Вырос в Эвен-Мальмезоне. С 14 лет работал подмастерьем. Тогда же начал играть в футбол. С 18-ти лет работал слесарем на нефтеперерабатывающем заводе в Тюмери. Играл за заводскую футбольную команду. Спустя год он попал в состав клуба «Дуэ», а оттуда через два года перешёл в «Труа».
В 1952 году перешёл в «Реймс», в котором составил атакующее трио с Раймоном Копа и Брамом Аппелем. В 1953 году дебютировал в составе сборной Франции в игре с Люксембургом, завершившейся победой «трёхцветных» со счётом 6:1.
В 1954 году вошёл в заявку сборной на чемпионат мира. Сыграл в стартовой игре против Югославии, которую французы проиграли 0:1.
В 1956 году в составе Реймса дошёл до финала первого розыгрыша Кубка чемпионов.
С 1957 года играл за «Монако» и «Сент-Этьен». В 1960 году вернулся в «Реймс» по настоянию Раймона Копа, хотевшего играть вместе с ним.
После завершения игровой карьеры работал тренером «Дижона» и «Олимпика» из Авиньона.

## Достижения
Реймс:
- Чемпион Франции: 1952/53, 1954/55, 1961/62
- Обладатель Латинского кубка: 1953
- Обладатель Трофея чемпионов: 1955